# Charles McKee
Charles McKee   (Seattle, 14 de març de 1962) és un regatista estatunidenc vencedor de dues medalles olímpiques.
El 1988 va prendre part en els Jocs Olímpics d'Estiu de Seül, on va guanyar la medalla de bronze en la categoria classe 470 del programa de vela. Va compartir vaixell amb John Shadden. 2000, als Jocs de Sydney, guanyà una segona medalla de bronze, en aquesta ocasió en la competició de classe 49er i formant equip amb el seu germà Jonathan McKee. Va dirigir l'equip estatunidenc de windsurf als Jocs Olímpics de 1992.
En el seu palmarès també destaca una medalla de bronze al Campionat del món de vela en classe 470, i una d'or i una de plata en la classe 49er.
McKee es graduà a la Universitat de Washington el 1986. Ha exercit diversos càrrecs directius dins la Federació Estatunidenca de Vela.